# Glomerulonefrite da C3

La Glomerulopatia da C3 rappresenta una famiglia di alterazioni glomerulari secondarie dovute all'aberrante attivazione della via alterna del com
plemento. La glomerulopatia da C3 due sottotipi:  la DDD (deposit dense disease) e la C3GN (glomerulonefrite da C3). La forma DDD è presente nel 33% dei pazienti, mentre la C3GN si riscontra nel 66% dei casi. 

## Epidemiologia e storia
Il mondo della classificazione istologica sta subendo un mutamento radicale con il progredire delle conoscenze, passando da un tipo di classificazione descrittiva pura e basata sull’aspetto alla microscopia ottica, ad una classificazione che risulta ad oggi più votata alle alterazioni biochimiche costituenti.
Al giorno d'oggi la diffusione di questa patologia appare limitata, rappresentando circa l'1% dei reperti istologici, sebbene questa condizione sembrerebbe essere sottodiagnosticata.
|          | Prevalenza       | Incidenza         |
| -------- | ---------------- | ----------------- |
| Italia   | 1-3 casi/milione |                   |
| Mondiale | 2-3 casi/milione |                   |
| Europa   | ~1,500–2,500     | ~1–2/milione/anno |
| USA      | ~10,000          | ~1/milione/anno   |
| Giappone | ~3,200           | ~1/milione/anno   |
| Cina     | ~32,000          | ~1/milione/anno   |

## Eziologia
Il sistema del complemento riveste un ruolo fondamentale nella difesa contro i microorganismi e nella clearance dei residui cellulari secondari al processo di apoptosi. Esso comprende più di 30 proteine, fra fattori circolanti o residenti sulla superficie cellulare.
Si articola in: sistemi di attivazione, cascata enzimatica e via finale comune.
I sistemi di attivazione sono rappresentati da:
- via classica, innescata dalla formazione di complessi antigene-anticorpo (immunocomplessi) e che, procedendo attraverso i fattori C1, C2 e C4, porta alla deposizione di questi ultimi a livello tissutale. In caso di patologia in grado di determinare una produzione impropria o una alterata degradazione (LES) di immunocomplessi, si assiste ad una riduzione della concentrazione del C4 circolante (patologie da consumo del C4)[3];
- via alterna, che a differenza della nomenclatura, rappresenta la forma più antica in termini evolutivi. È caratterizzata da un tasso di attivazione costante e di bassa entità, secondario all'idrolisi spontanea del C3 che porta alla formazione della C3 convertasi, tappa limitante della cascata di attivazione. Questo pathway, fondamentale per l’attivazione della cascata enzimatica, è regolato finemente da una serie di proteine, fra cui quella più importante è sicuramente il fattore H. Questa è composta da 20 subunità, denominate domini brevi e ripetuti (SRC "short consensus repeat domains"). La propria funzione è quella di bloccare la formazione della C3 convertasi, fungendo da promotore della dissociazione e da cofattore del “Fattore I” per il clivaggio di C3b nella forma inattivata iC3b. Strutturalmente l'attività inibente si localizza a livello della porzione N-terminale (essendo rappresentata dai primi 4 SRCs), mentre la porzione C-terminale (ultimi 2 SRCs) funge da ancoraggio sulla superficie cellulare. Alterazioni di questo pathway, siano esse congenite o acquisite, portano ad una serie di condizioni caratterizzate dalla deposizione tissutale di C3 con riduzione della frazione solubile (patologie da consumo del C3)[3]:
- via della lectina, attivata da residui saccaridici a livello della parete proteica di micro-organismi, che procede con il clivaggio di C2 e C4[3].

## Patogenesi
Le condizioni che possono determinare una alterazione nella regolazione della via alterna del complemento possono essere di tipo congenito o relative a fattori autoimmuni.

### Fattori congeniti[4]
- Mutazioni del Fattore H, in termini di perdita di funzionalità, quindi meno efficace nell’inibizione della formazione della C3 convertasi;
- Mutazioni del C3, che risulta in grado di formare un complesso C3 convertasi resistente all’inibizione da parte del Fattore H;
- Mutazione delle CFHRs (proteine relate alla porzione C-terminale del Fattore H), che fisiologicamente fungono da inibitori del fattore H.

### Fattori autoimmuni[4]
- C3 nefritic factor, costituito da Auto-anticorpi in grado di legare la C3 convertasi e prevenire la sua inattivazione da parte del Fattore H. I fattori nefritici più importanti sono: 
  - C5NeFs: responsabile dell'attivazione della convertasi C5 (associata alla glomerulonefrite da C3, C3GN)
  - C3NeFs: il quale colpisce la convertasi C3 (associata alla DDD)
  - C4NeFs: il quale colpisce il complesso C4b2a (tale complesso viene associato in pochi casi a DDD o C3GN rispetto ai due fattori C5NeFs e C3NeFs)[5]

- Anti-FH, anti-FB, e gli auto-anticorpi anti-C3b

## Anatomia patologica

### Microscopia Ottica
Il quadro istologico alla microscopia ottica risulta essere caratterizzato da una forma membranoproliferativa o mesangio-membranoproliferativa, che in relazione al grado di attività della patologia e di infiammazione, può associarsi alla presenza di “crescents”. I depositi che ispessiscono la membrana basale glomerulare, tubulare e la capsula del Bowman si colorano bene alla colorazione PAS e all’argentica.

### Immunofluorescenza
L’immunofluorescenza, che guida la diagnosi, si caratterizza classicamente per la deposizione irregolare di C3 lungo le pareti capillari e il mesangio con pattern granulare, in assenza di altre frazioni del complemento (C1q e/o C3) e/o Immunoglobuline. Nelle forme secondarie invece, si può evidenziare la deposizione di piccole quantità di immunoglobuline; in questi casi la positività per C3 deve essere almeno di due ordini di grandezza maggiore rispetto a quella di qualunque altro reagente.

### Microscopia Elettronica
La microscopia elettronica permette di differenziare queste patologie, evidenziando depositi a livello del mesangio, della membrana basale glomerulare, della capsula del bowman e della membrana basale tubulare.
In relazione alle caratteristiche morfologiche dei depositi distinguiamo:
- Deposit dense disease: caratterizzata da un deposito di tipo organizzato che tende a formare aggregati densi e ben definiti a livello della membrana basale glomerulare e delle cellule mesangiali;
- Glomerulonefrite da C3: i depositi di C3 formano degli aggregati mal definiti, e si distribuiscono a livello sottoendoteliale e sottoepiteliale.

Attualmente la causa determinante questi diversi pattern di deposizione non è chiara e la classificazione resta un reperto puramente ultrastrutturale, non correlando con caratteristiche cliniche tipiche. D'altronde si è evidenziato come pazienti affetti da DDD, hanno una prevalenza maggiore di consumo del C3 sierico e di positività per C3 nephritic factor.

## Clinica
Il quadro clinico è caratterizzato da sindrome nefritica (ipertensione, ematuria, danno renale acuto) con proteinuria che talvolta può essere in range nefrosico (fino a un terzo dei pazienti), consumo del fattore solubile del complemento C3.
L’età di insorgenza è assai variabile, spaziando dai 7 ai 70 anni di età; colpisce entrambi i sessi.

### Diagnosi differenziale
Altre forme di sindrome nefritica con proliferazione mesangiale:
- Nefrite lupica classe III e IV
- Vasculite crioglobulinemica
- Glomerulonefrite post-infettiva
- Glomerulonefrite HCV relata
- PGNMID glomerulonefrite con depositi monoclonali di immunoglobuline

In alcuni casi l’utilizzo dell’anticorpo anti C4d può esser dirimente per identificare le glomerulonefriti associate a deposito di immunoglobuline.
In altri casi, (es. pazienti affetti da MGUS) potremo avere una deposizione di immunoglobuline, che risultano però mascherate all’immunoflorescenza dal C3. Per poter evidenziare questi depositi monoclonali, si dovrebbe ricorrere alla tecnica dell’antigene retrieval su campione paraffinato.

## Trattamento
La terapia attualmente disponibile, si basa sull’entità del danno:
- Medio: caratterizzato da proteinuria < 500 mg/die nonostante terapia con inibitori del RAAS, o un quadro infiammatorio di entità moderata alla biopsia renale, o un danno renale acuto. Questa condizione risulta passibile di terapia con Prednisone o Micofenolato Mofetile;
- Severo: proteinuria > 2g/die o insufficienza renale rapidamente progressiva, dove è consigliato l’uso di boli di steroide associato a terapie citostatiche (ciclofosfamide);

Ad oggi l’utilizzo di eculizumab (Ab anti C5) è riservato a trials clinici, dove, in alcuni casi si è riscontrato un miglioramento clinico e la riduzione dell’infiltrato infiammatorio alle biopsie protocollari e, non compare nelle linee guida di trattamento.
Lo sviluppo di inibitori dell’attivazione del C3 potrebbe portare ad una terapia target altamente specifica. Fra questi inibitori, iptacopan è una molecola attualmente in studio clinico di fase 3° per il trattamento della glomerulopatia da C3. Lo studio clinico si chiama APPEAR-C3G. Iptacopan è un farmaco orale che deve essere somministrato due volte al giorno. 

### Prognosi
La prognosi è variabile da una risposta completa alla terapia immunosoppressiva (25% dei casi) all’evoluzione a Malattia renale stadio terminale (25%). La progressione del danno è comune, conducendo allo stadio finale in circa 10 anni.
La ricorrenza in corso di trapianto renale è pressoché completa, con un tasso di perdita d’organo che raggiunte il 50%.